# Refuge du Goléon
Le refuge du Goléon est un refuge de montagne situé sur la commune de La Grave, dans les Hautes-Alpes, dans la région française Provence-Alpes-Côte d'Azur. Il est situé dans le massif des Arves et fait face à la Meije, dans le massif des Écrins. Il est bâti à 2 464 m d'altitude et situé au bord du lac du Goléon, sur le chemin d'accès à l'aiguille du Goléon depuis le village de La Grave,.

## Accès

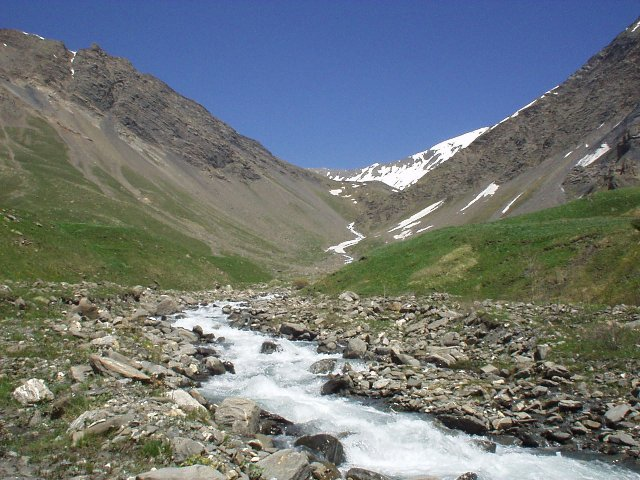
Le torrent du Maurian, proche du sentier reliant le hameau de Valfroide au refuge du Goléon.

Depuis le village de la Grave, rejoindre le hameau des Hières. La route goudronnée s'arrête au bout de ce hameau, suit une piste de terre accessible en voiture, direction Valfroide. Au bout des hameaux se trouve le parking d'Entraigues. Prendre le départ à pieds à partir de ce lieu, sur le sentier balisé. Ce sentier longe le vallon et remonte le torrent du Maurian jusqu'au lac du Goléon, au bord duquel est le refuge. La marche dure entre une heure trente et deux heures.

## Randonnées pédestres

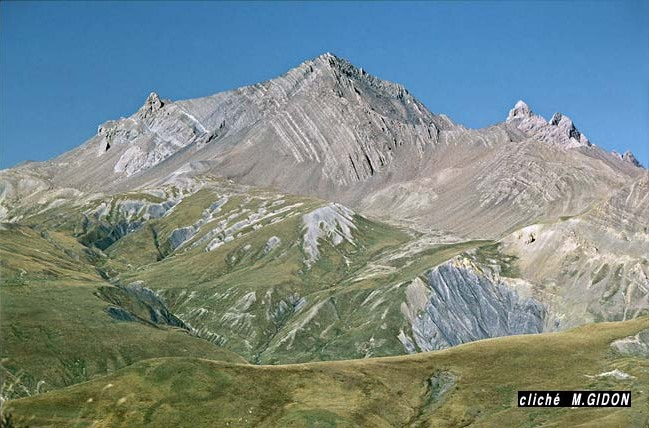
Vue de la face sud de l'aiguille du Goléon.

- Glacier Lombard
- Col Lombard
- Cruq des Aiguilles

## Courses d’alpinisme
- Aiguille du Goléon
- Aiguille méridionale d'Arves